# Radula xalapensis
Radula xalapensis là một loài rêu trong họ Radulaceae. Loài này được Nees & Mont. mô tả khoa học đầu tiên năm 1836.